# Iglesia de San Martín de Orísoain
Iglesia de San Martín de Orísoain, es un templo de estilo románico rural, construido en la segunda mitad del Siglo XII, pero con algunos elementos posteriores, como la boveda de medio cañón apuntado que cubre la nave, de tres tramos y ábside semicircular.

## Descripción del templo

### Interior
El templo tiene una única nave, con tres tramos que se separan entre sí mediante arcos fajones dobles, fuertemente apuntados, queda cubierta con una bóveda de cañón, excepto el tramo de los pies que se cubre con un forjado plano con viguería de madera; la cubierta de la nave fue arreglada en 1744. La cabecera se inicia con la continuación de la bóveda de la nave pero se cierra con una bóveda de horno. Los arcos fajones se apoyan sobre pilares con columnas adosadas a los muros, con capiteles con cimacios de decoración diversa (taqueado, motivos vegetales, o sin decorar), también los capiteles muestran tallas variadas (algunos figurativos, otros con temas vegetales, bolas y volutas). A la altura de los cimacios corre una imposta, que muestra en algunas partes un taqueado.

Nave del templo
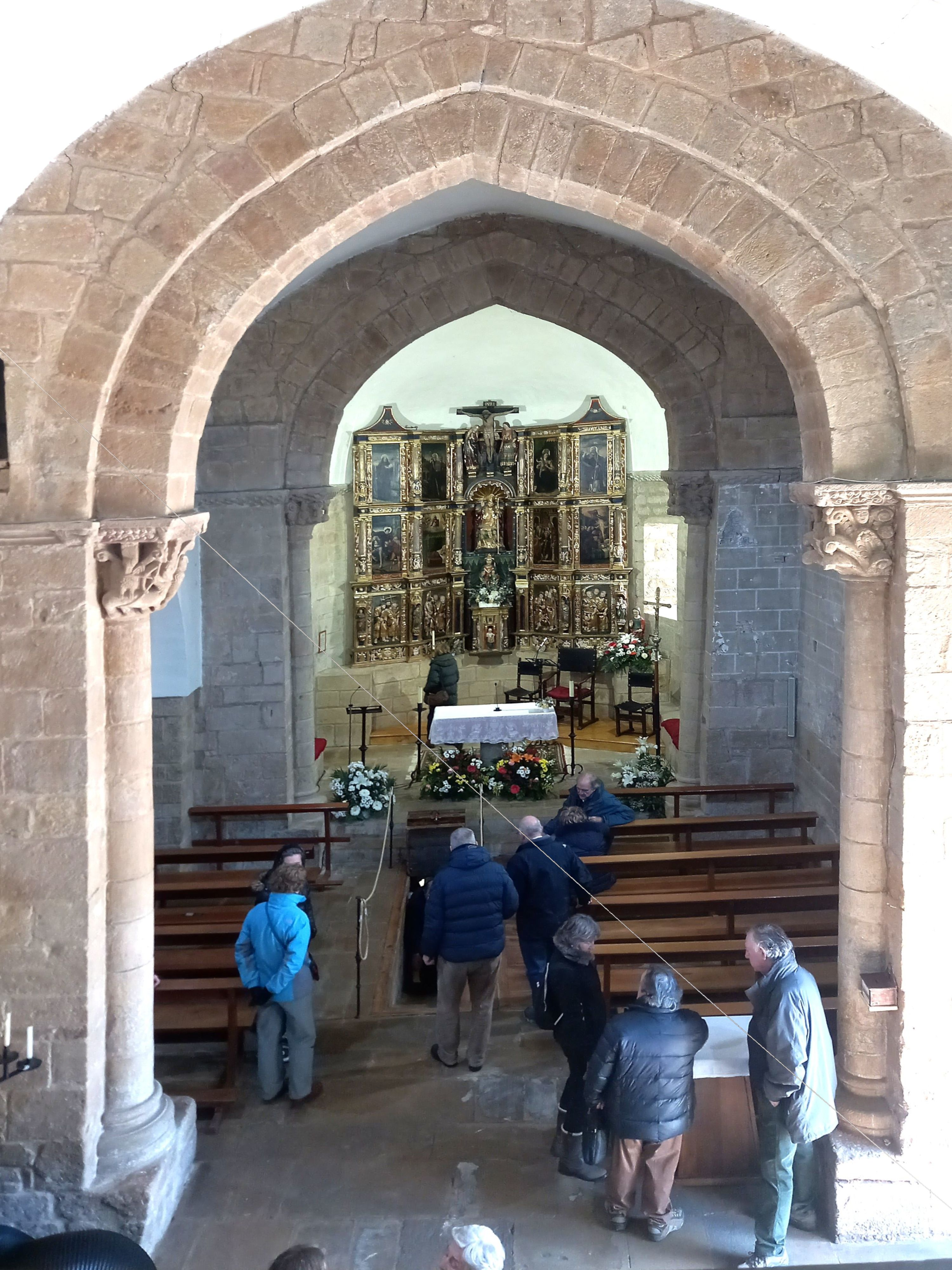
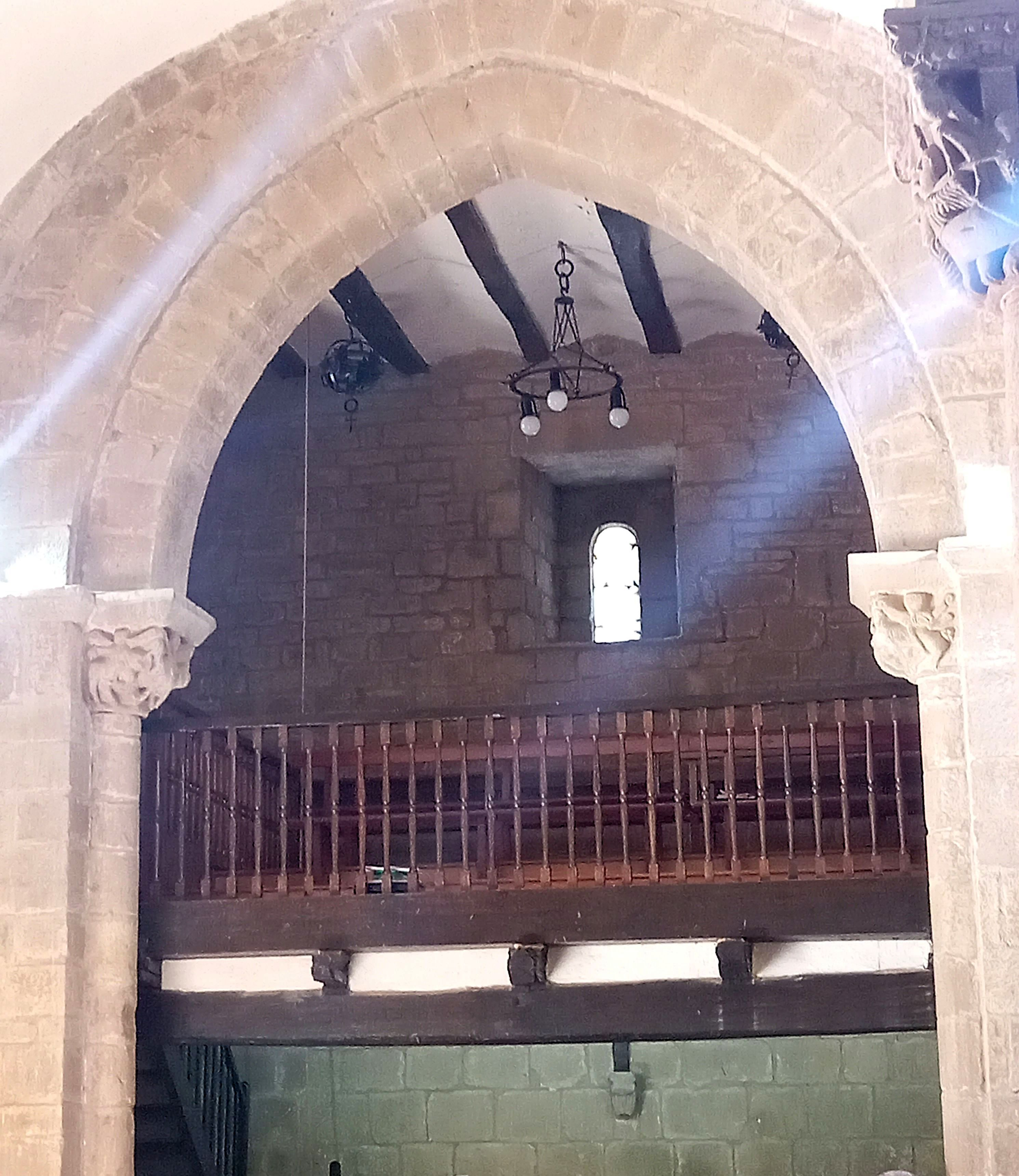
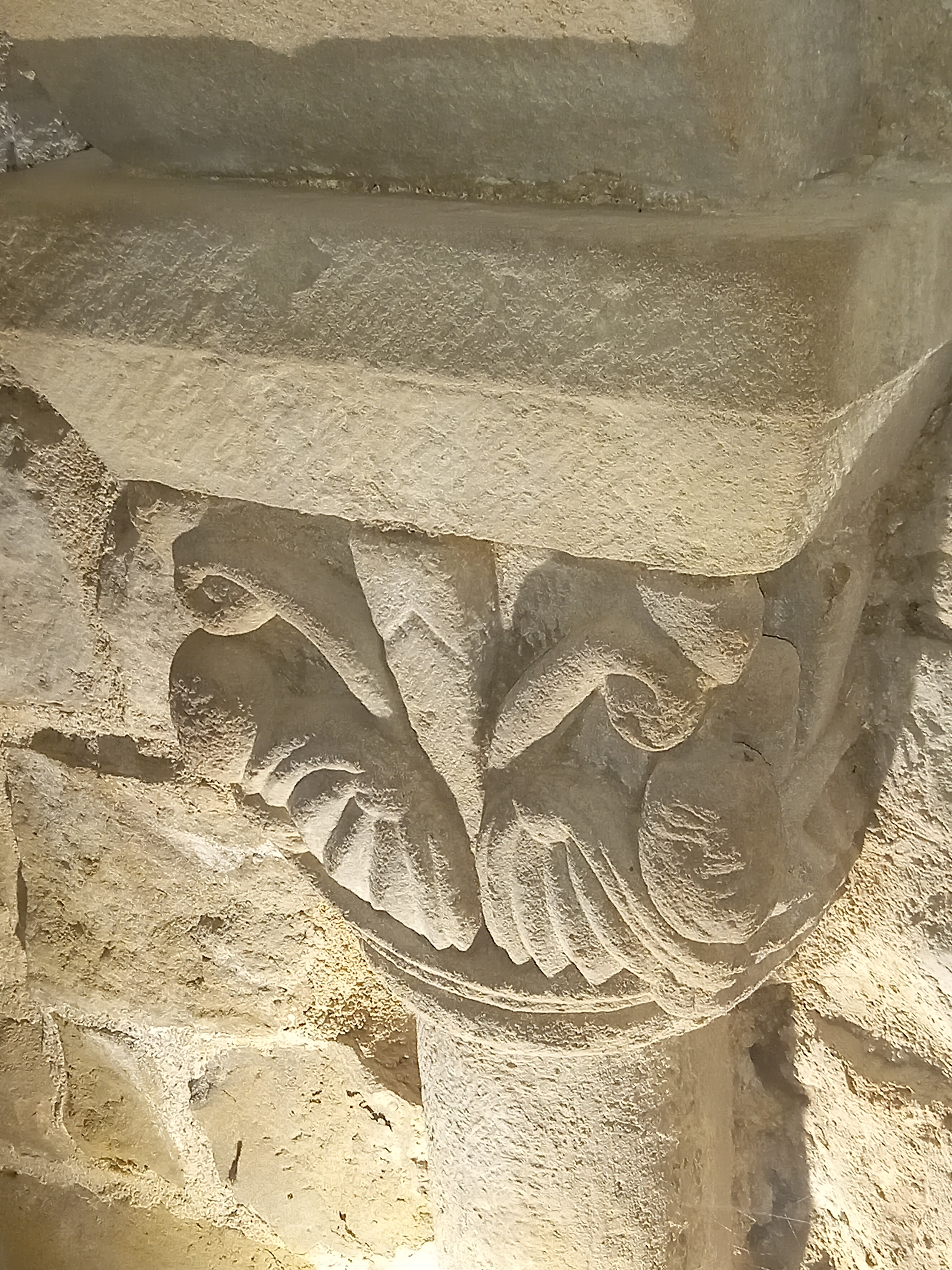
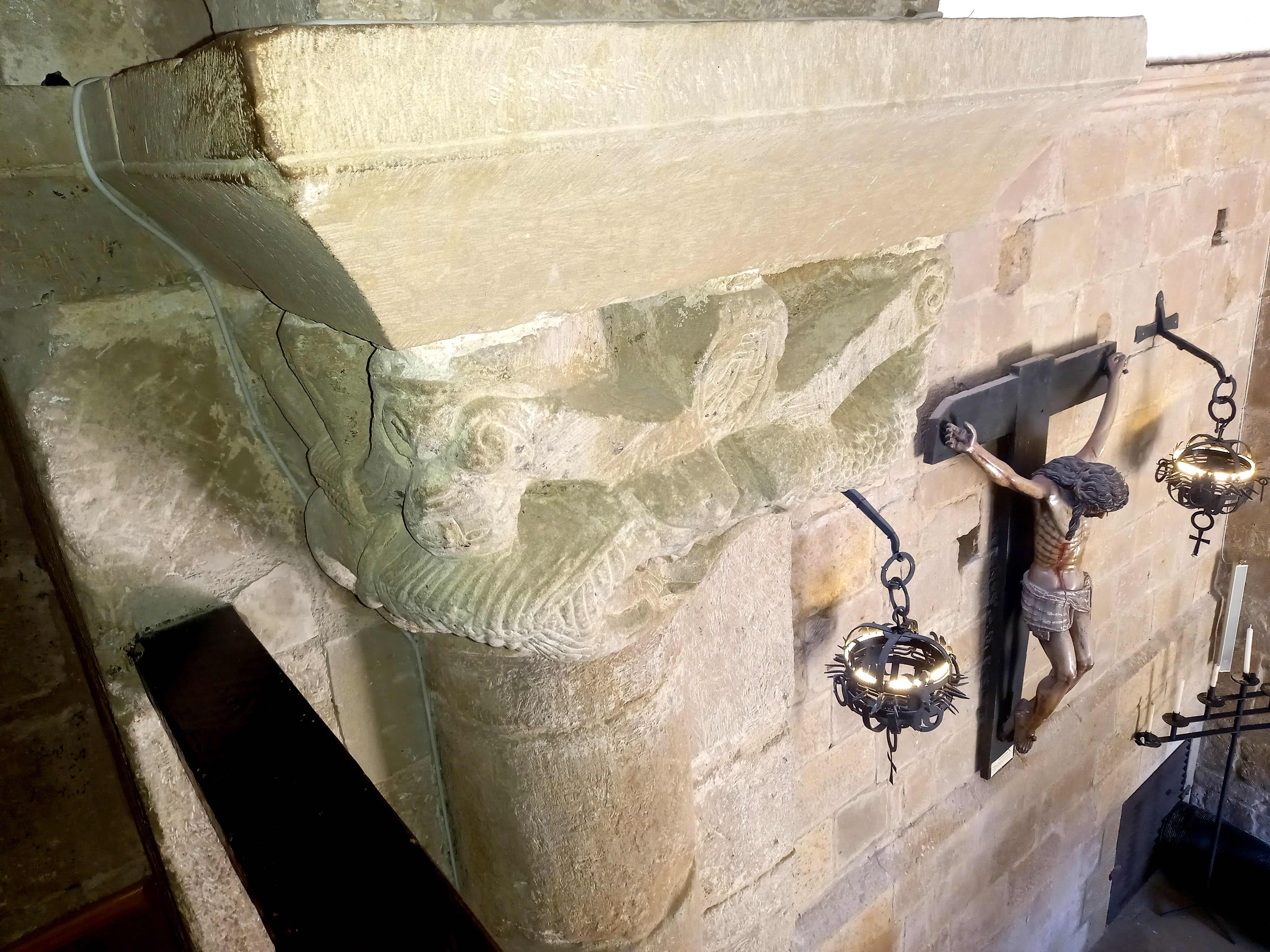

La construcción se sitúa en un alto del pueblo, en parte en una fuerte pendiente, lo que ha hecho que bajo la cabecera se disponga de una cripta de forma semicircular, con bóveda de horno, reforzada con nervios, y bóveda de medio cañón en su inicio, con arcos fajones que descansan en columnas adosadas al muro con capiteles con decoraciones geométricas y vegetales, de trazos toscos; queda iluminada con una ventana de medio punto, muy abocinada. A la cripta se accede por una abertura situada en el suelo de la nave, en el tramo contiguo al presbiterio.

Cripta bajo el presbiterio
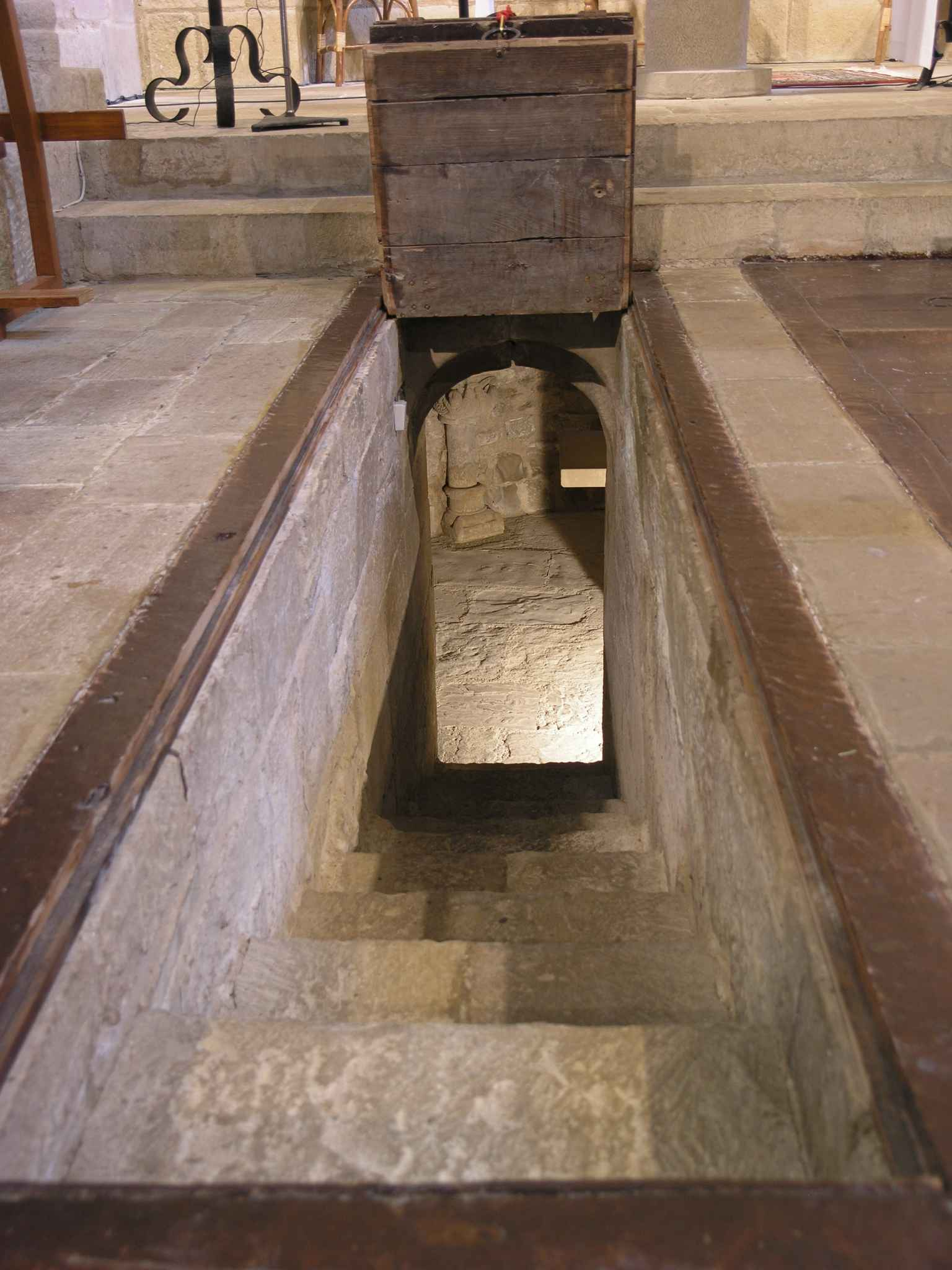
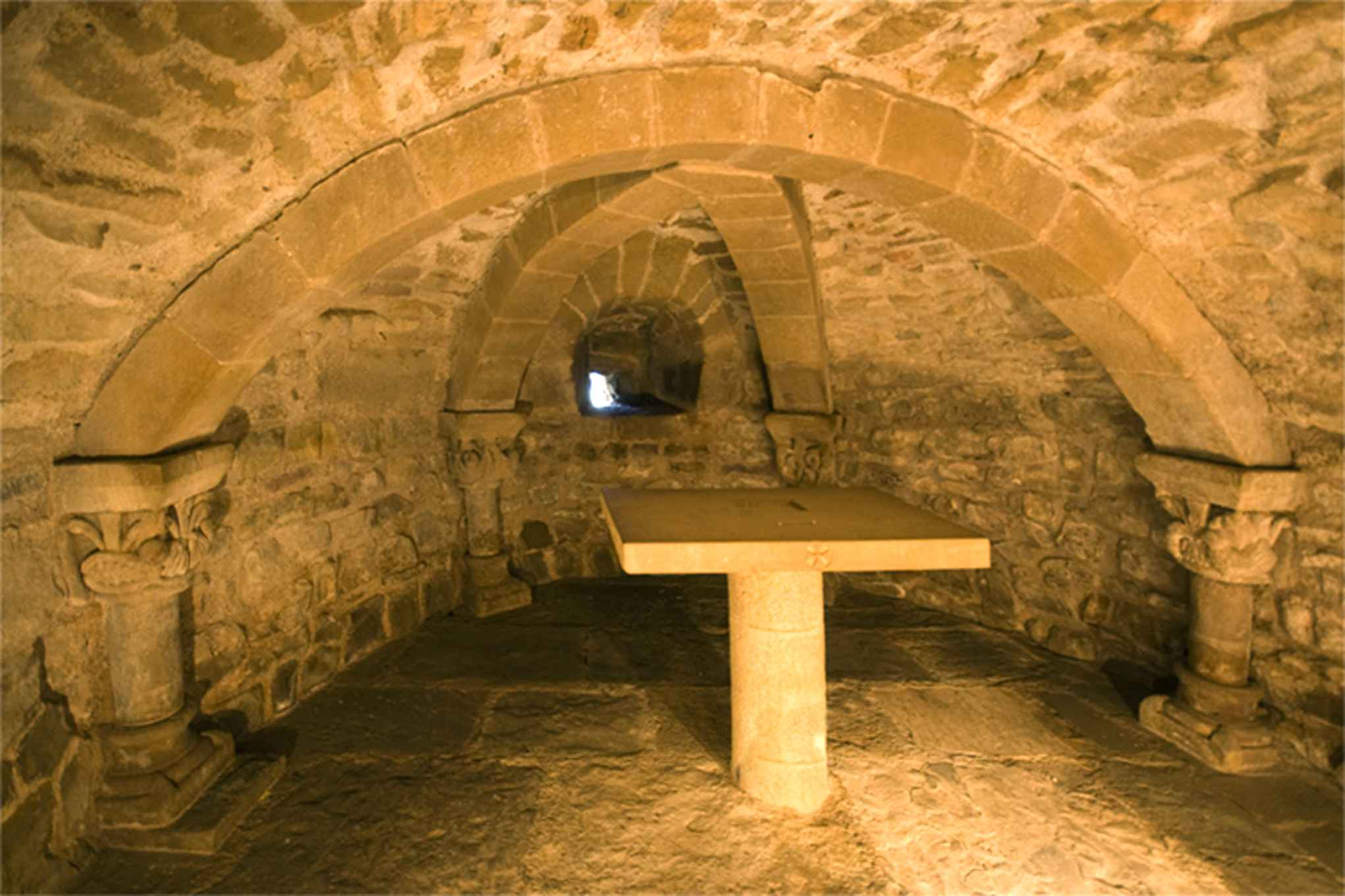
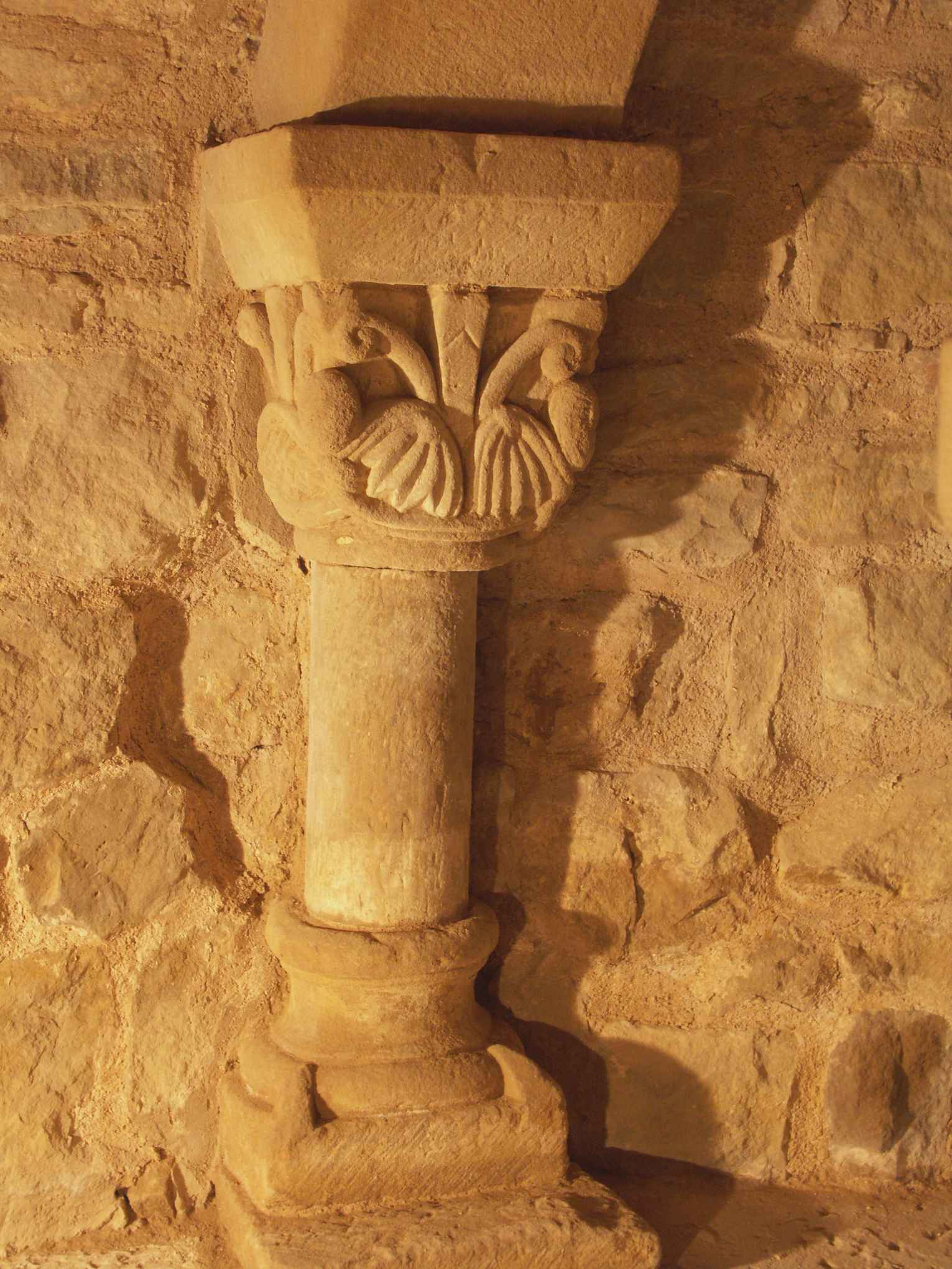

En el lado del evangelio, en el tramo junto al presbiterio, se adosó en 1653 una capilla cubierta con bóveda de aristas; contigua a ella y con acceso al presbiterio, se sitúa la sacristía de planta trapezoidal, posiblemente construida en el Siglo XVI, aunque con una cubierta plana moderna. En el primer tramo de la nave se sitúa un coro de madera moderno.

### Exterior
El exterior muestra un volumen prácticamente exento, con un reducido porche triangular que se adosa a una casa contigua. Presenta un bloque compacto de sillería que, desde el Siglo XII, no parece haber sufrido más alteración que la que suponen las dependencias que se construyeron en los siglos XVI y XVII en el lado del evangelio, y que ocultan el muro original; en el resto del perímetro, tanto en el lado de la epístola, como en el árbidde, destacan los contrafuertes; El ábside muestra bajo el alero canes con representaciones de figuras -humanas, de animales o monstruos- en distintas actitudes. En el lado de la epístola, en la zona correspondiente al segundo tramo de la nave, se sitúa la portada de la iglesia, con un cuerpo adelantado, con tejaroz: El arco que a entrada al templo dispone dos arquivoltas sobre columna acodadas con capiteles decorados con cimacios que se extienden como imposta corrida decorada con jaqueado y bolas. En el tímpano se puede ver, muy deteriorado, un crismón.

Exterior
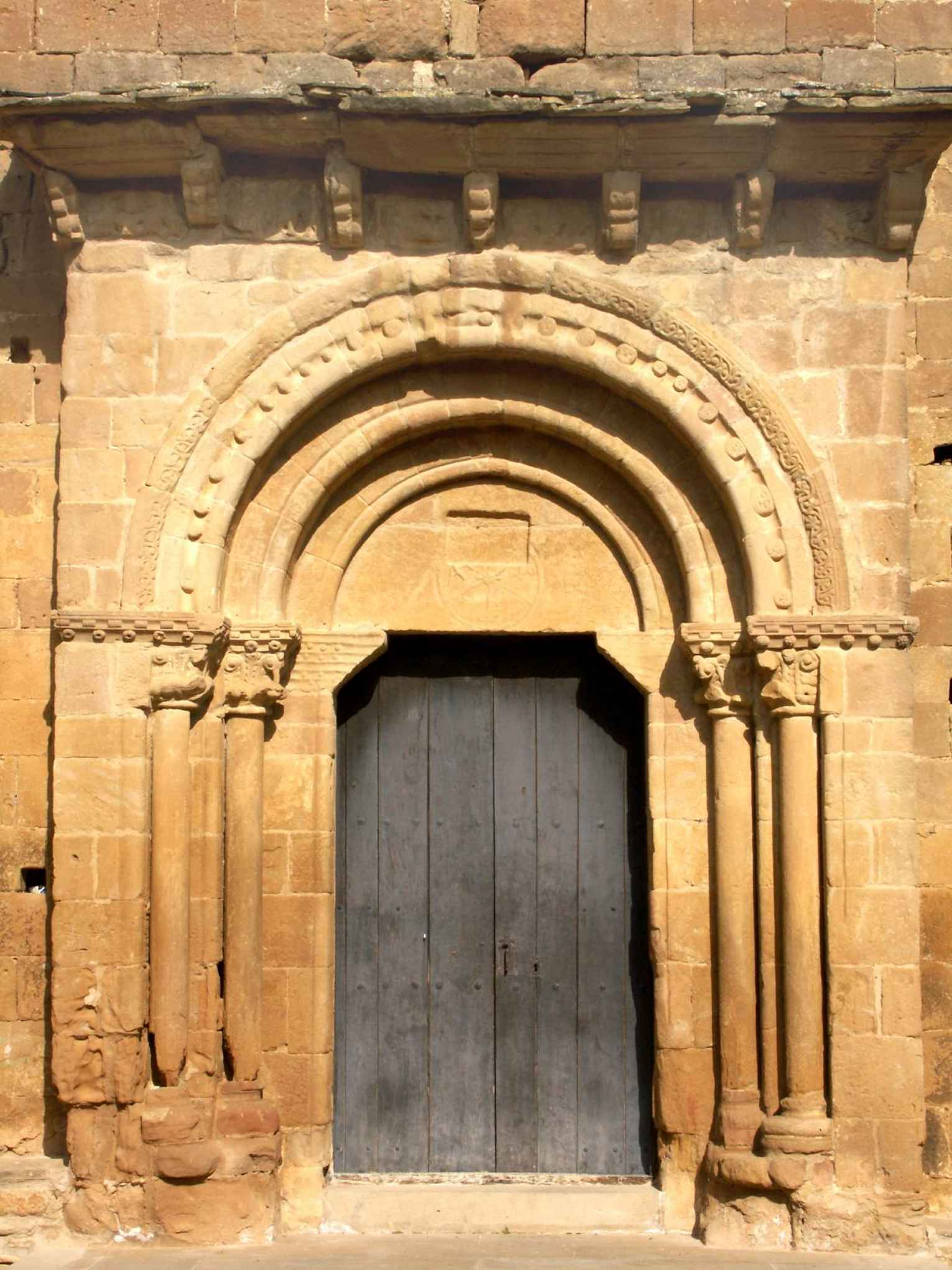
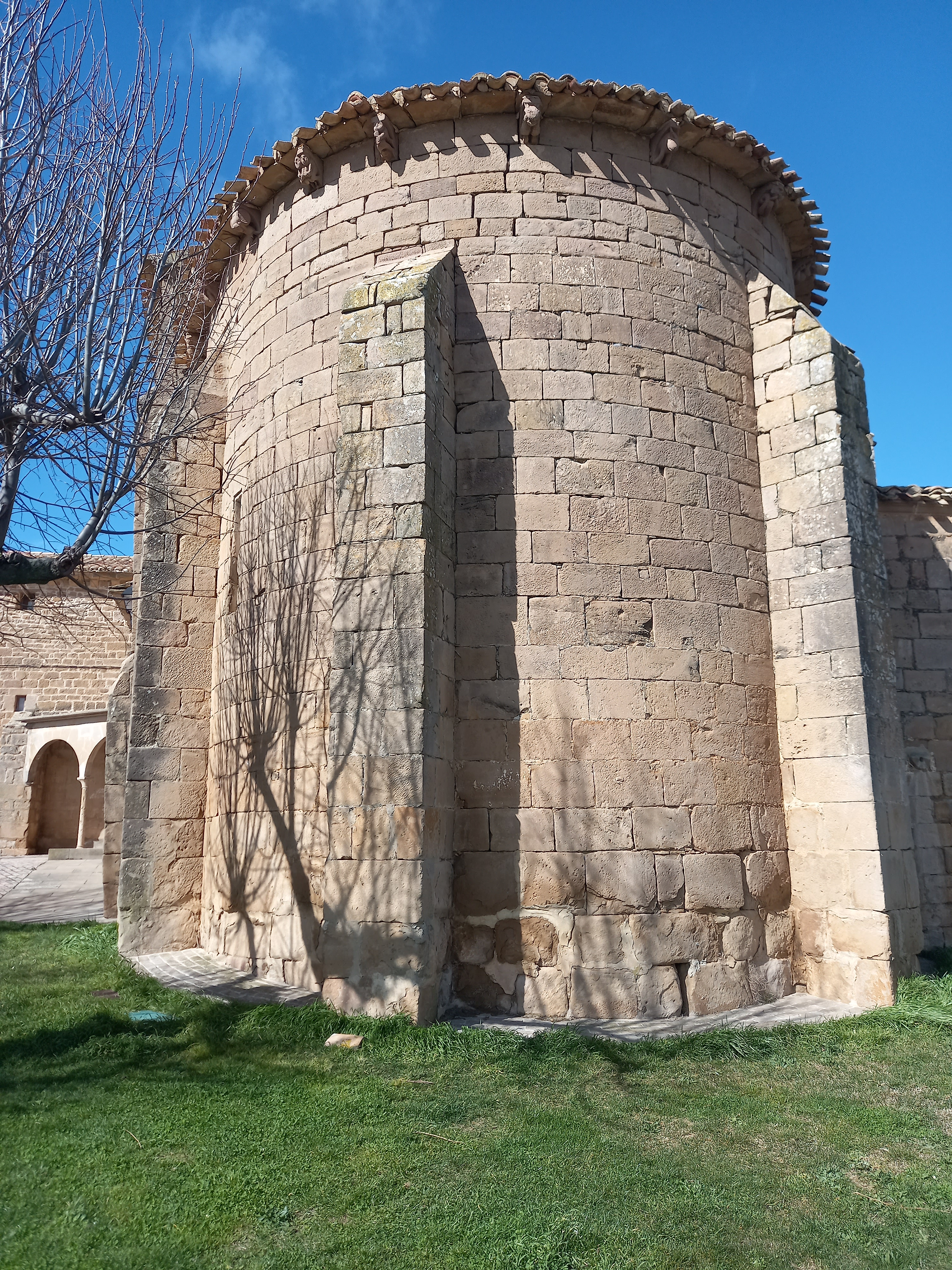
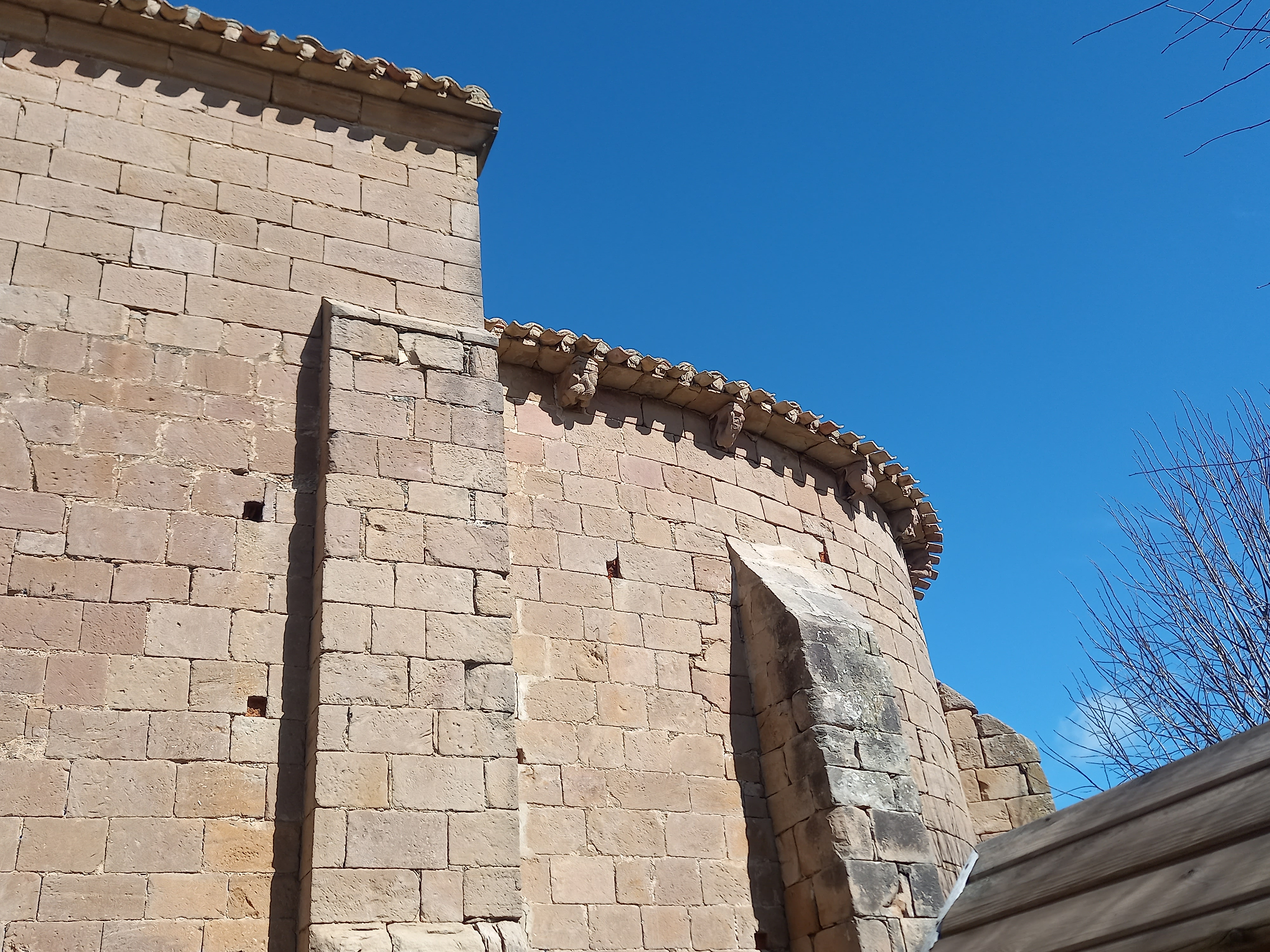
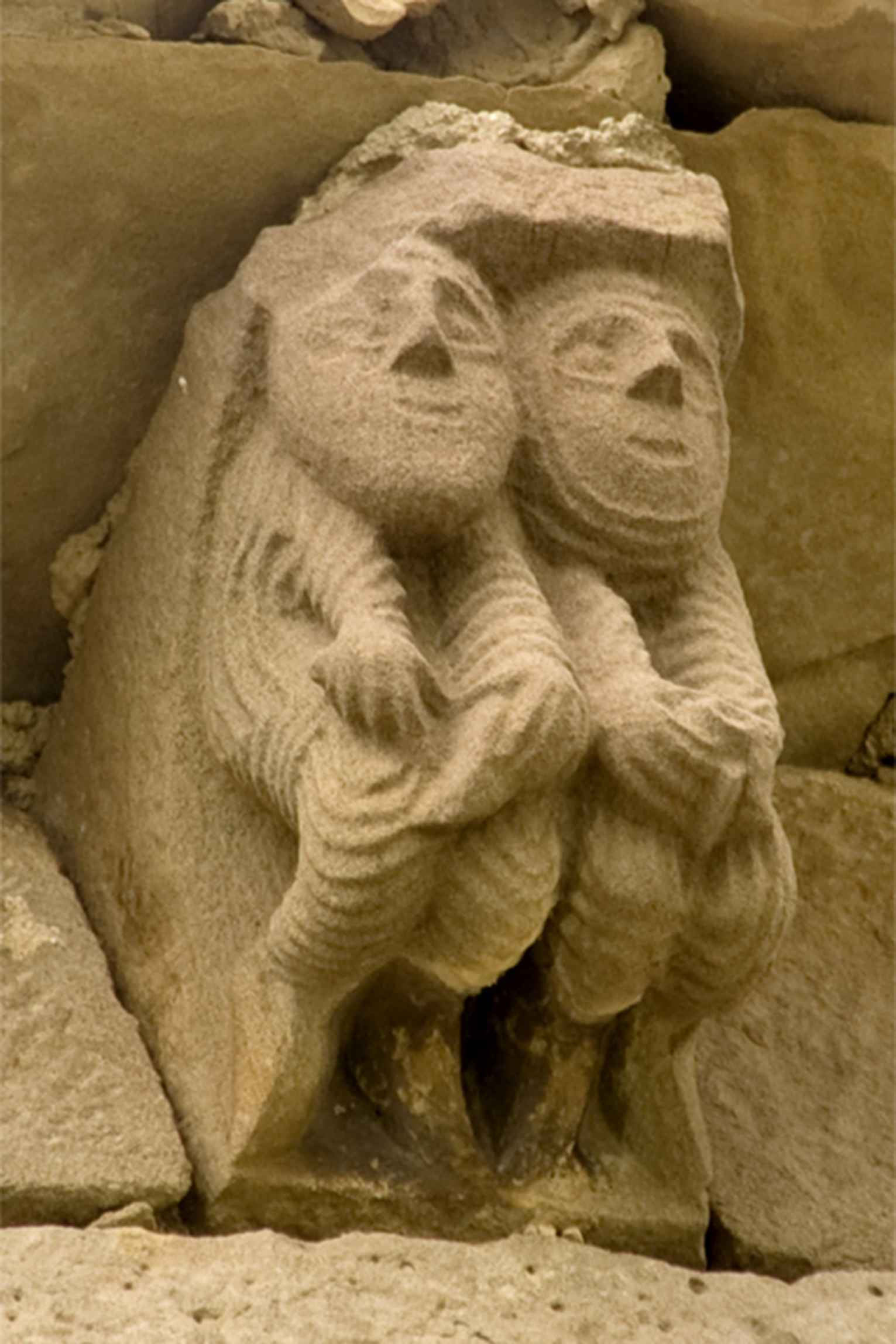
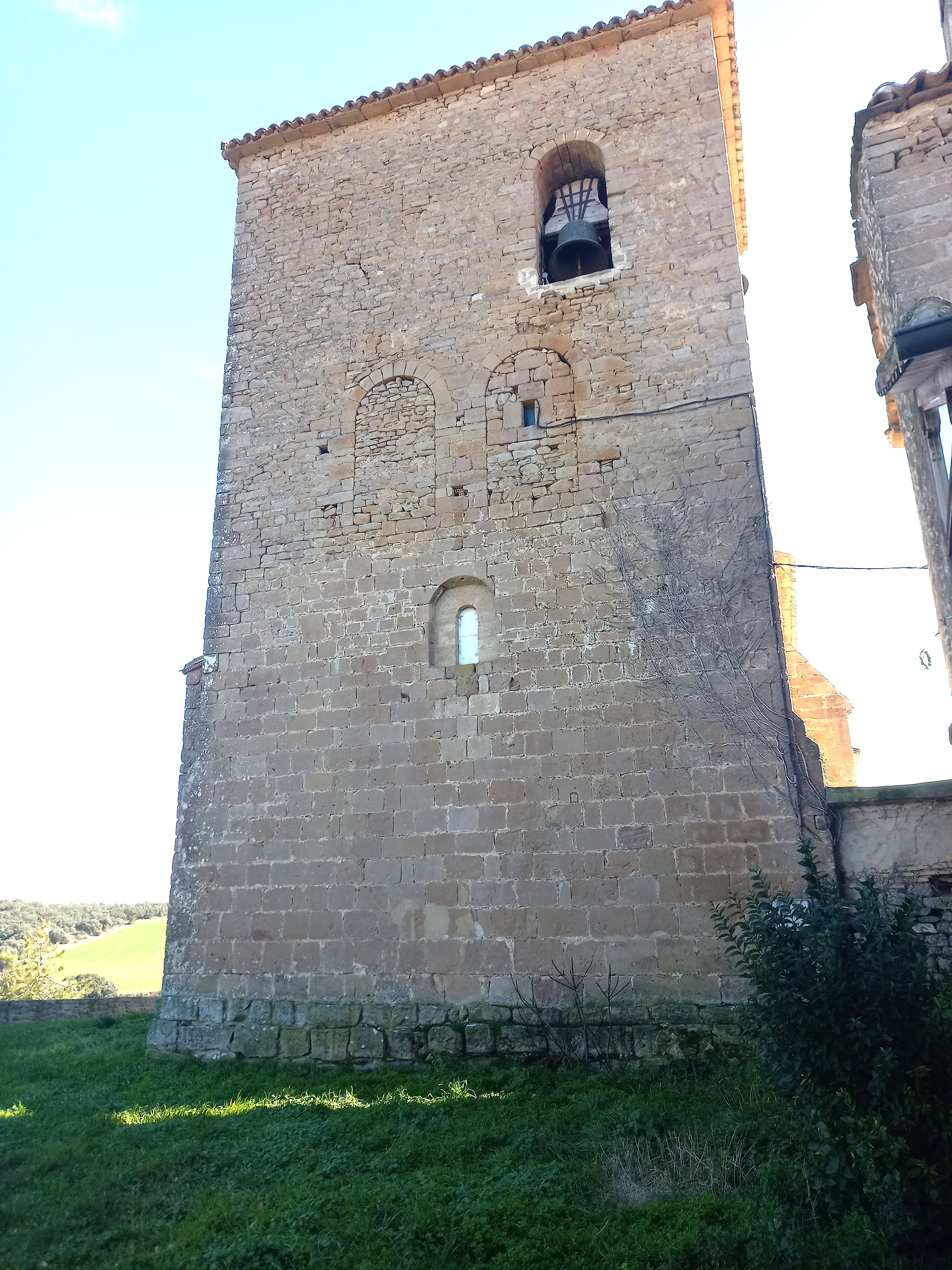

A los pies de la nave, sobre el primer tramo se sitúa una torre prismática lisa con la tipología propia del medioevo, pero que debió restaurarse en el Siglo XV, muestra de esto puede se la diferencia de la fábrica de sillar en la parte baja, y sillarejo a partir de cierta altura. En el plano frontal de la torre se abren dos huecos con arco de medio punto. Uno pequeño central en la parte baja, otro mayor, donde se sitúa la campana, desplazado en la parte alta; y a media altura dos arcos ciegos simétricos.

### Retablo

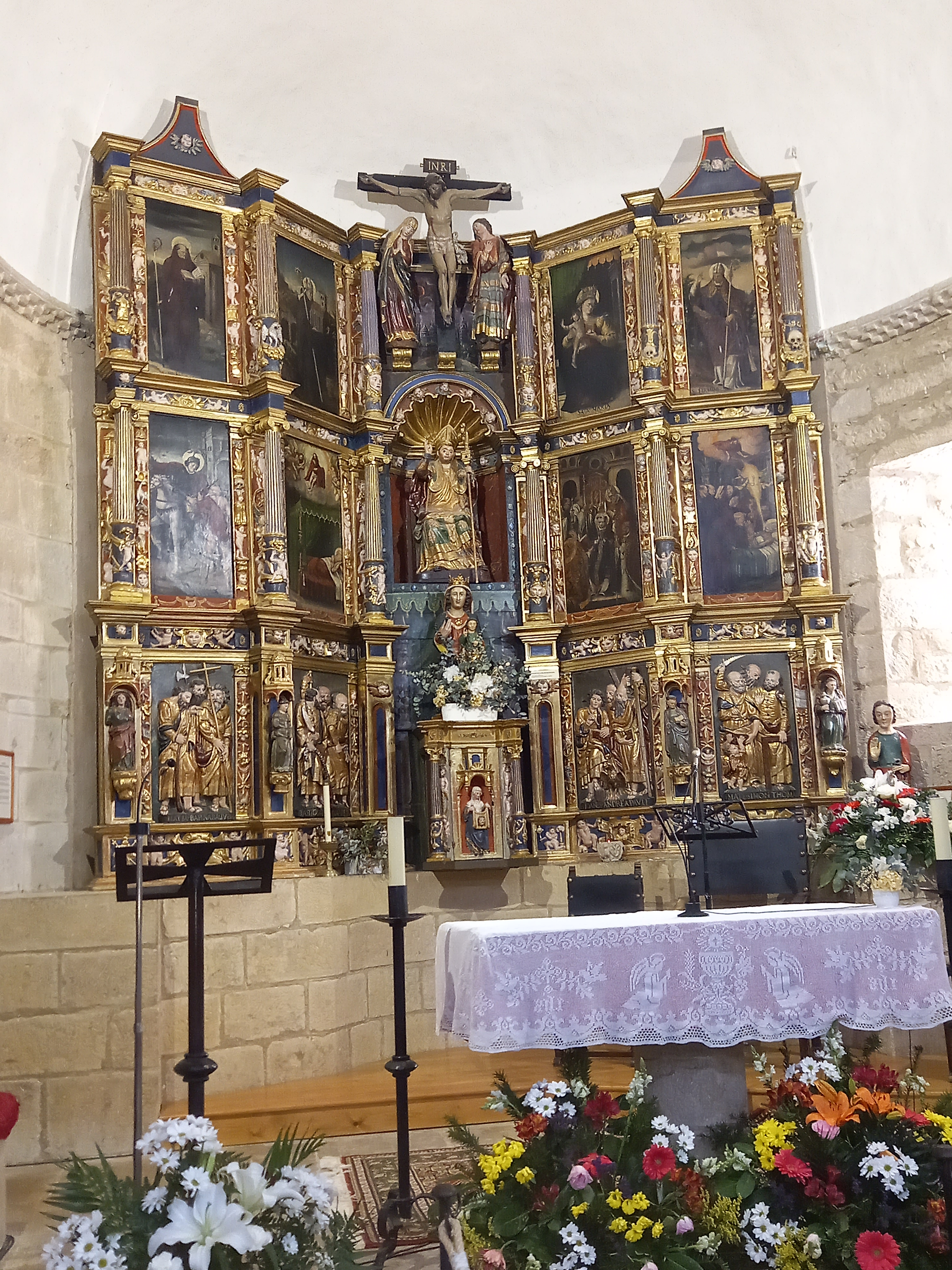
Retablo renacentista

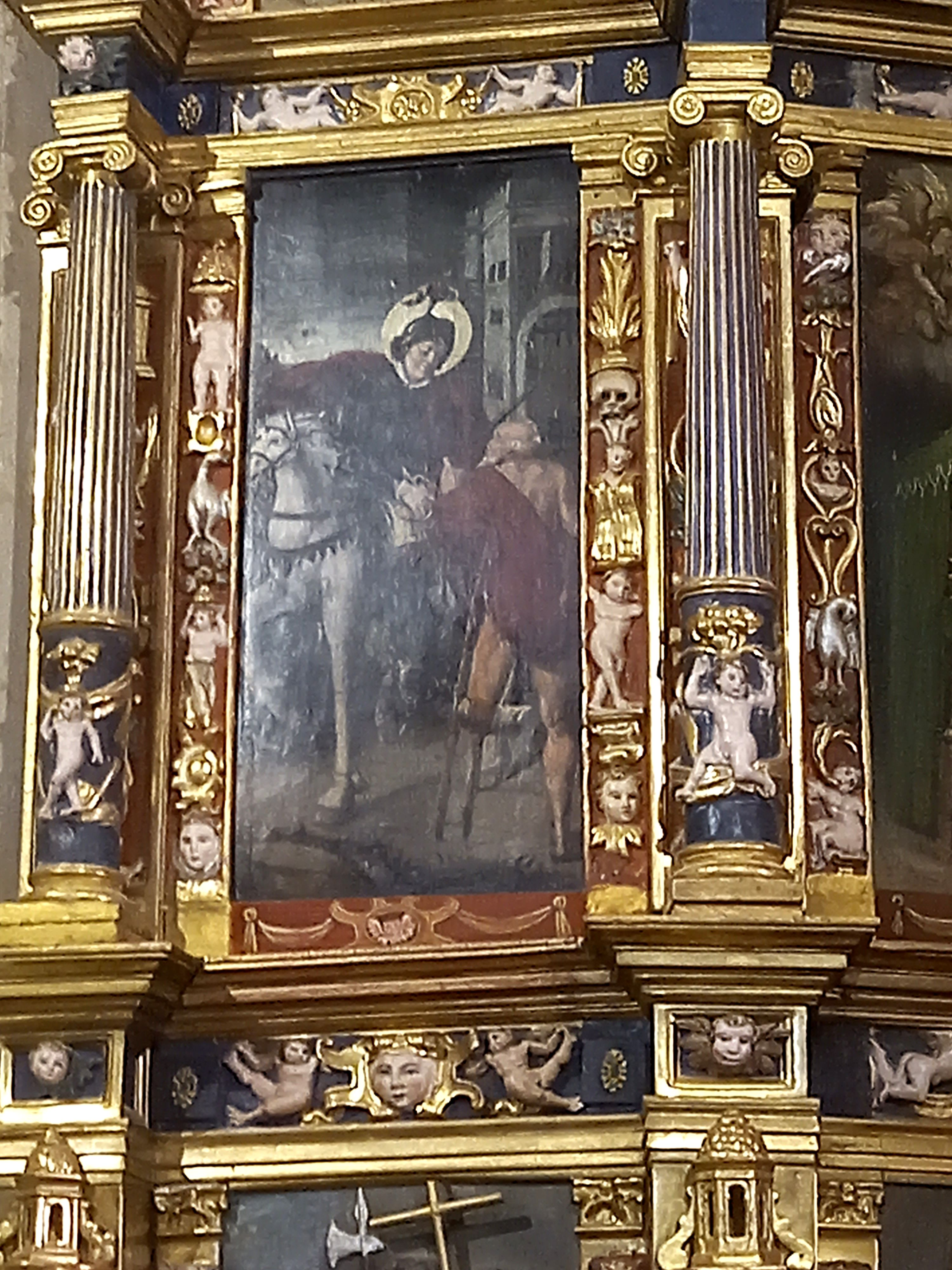
Tabla del retablo con la representación de San Martín socorriendo a un mendigo

En la cabecera se sitúa un retablo dedicado a San Martín, elaborado hacia 1570, con relieves y pinturas, de influencia italiana y flamenca, atribuidas al taller de Oscáriz. Su traza es ochavada para adaptarse a la curva del ábside. De estilo renacentista consta de la predela y tres cuerpos con cinco calles. La calle central presenta una composición propia, en que se sitúa de abajo arriba el Sagrario, que muestra en la puerta un relieve de la Verónica; la Virgen de los Remedios, una talla gótica de finales del Siglo XIII o comienzos del XIV; y una talla de San Martín, sedente con mitra y báculo; y coronándolo un calvario que sobrepasa parcialmente la altura del retablo. Las tablas del cuerpo inferior representas a los apóstoles, agrupados de tres en tres; estas tablas se separan por pilastras y templetes, con imágenes de Santa Catalina, otra santa, Santa Bárbara y la Magdalena; en los dos cuerpos superiores la separación entre las calles se hace con columnas acanaladas en la parte inferior; las tablas del segundo cuerpo muestran escenas de la vida de San Martín; en el cuerpo superior las pinturas San Benito, San Agustín, la Virgen con el Niño y San Fermín.

## Biografía
- García Gainza, María Concepción (1985).  Institución Príncipe de Viana, ed. Catálogo Monumental de Navarra, tomo III. Merindad de Olite. Pamplona. pp. 161-164. ISBN 978-84-235-0684-2.
- Ortega Alonso, Andrés (2005). Valdorba románica. Tafalla: Altaffaylla. ISBN 8493335282., pp. 88-89.